# جون كيلغور
جون كيلغور (بالإنجليزية: Jon Kilgore) هو لاعب كرة قدم أمريكية أمريكي، ولد في 3 ديسمبر 1943 في فورت جاكسون ‏ في الولايات المتحدة.

## وصلات خارجية
- جون كيلغور على موقع مرجع كرة القدم المحترفة.كوم (الإنجليزية)